# 1928年の航空
< 1928年
1927年の航空 - 1928年の航空 - 1929年の航空

## 航空に関する出来事
- 1928年 - 東京瓦斯電気工業（後の日立航空機）の純国産の航空用エンジン「神風」が耐空審査に合格。
- 1月10日 - ニュージーランドのジョン・モンクリエフ（John Moncrieff）とジョージ・フッド（George Hood）が搭乗してオーストラリアからニュージーランドまでタスマン海の横断飛行に挑戦した、「アオテアオラ号」（ライアン ブロアム）が12時間の飛行の後に通信が途絶え、行方不明となり、機体は発見されなかった。
- 2月7日〜22日 - H・J・L・ヒンクラー空軍少佐がアブロ アヴィアンを操縦して、英国からオーストラリアへの単独飛行に初成功。

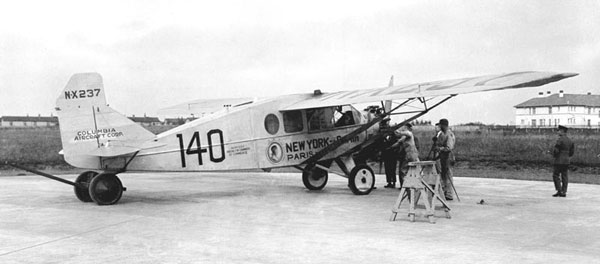
コロンビア号

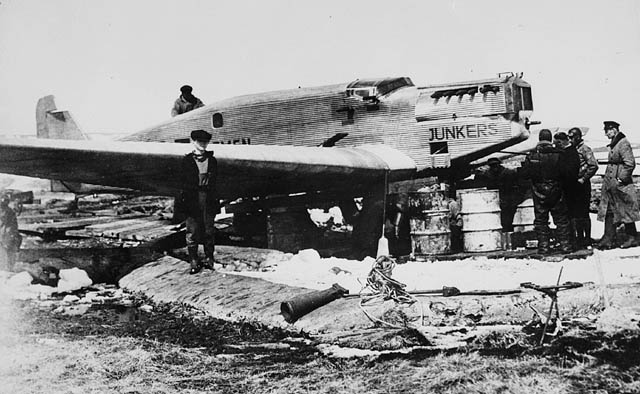
ブレーメン号

- 3月5日 - 富豪婦人、メイベル・ボルが同乗したコロンビア号(ライト・ベランカ WB-2)が、ニューヨークからキューバのハバナまでの飛行を行った。
- 3月13日 - イギリスの女性、エルシー・マッケイがパイロットのウォルター・ヒンチリフとともに、大西洋横断飛行を企てるが行方不明となる。
- 3月30日 - イタリアのマリオ・デ・ベルナルディがマッキ M.52bisで483 km/hの速度記録を樹立した。
- 4月 - アメリカ合衆国のパイロット、カール・イールソンがオーストラリアの極地探検家ヒューバート・ウィルキンス(Hubert Wilkins)とともに、ポイント・バローからスピッツベルゲン島までの3540kmの北極横断飛行を行った。
- 4月13日 - ギュンター・フォン・ヒューネフェルト、ヘルマン・ケール、ジェイムス・フィッツモーリスが、ブレーメン号で大西洋西向き無着陸横断飛行に成功した。
- 5月 - チャールズ・キングスフォード・スミスらが、フォッカー・トライモーター（南十字星号）で初の太平洋横断飛行に成功（サンフランシスコ→ブリズベン）。
- 5月31日～6月2日 - アルトゥーロ・フェラーリンとカルロ・デル・プレーテが、サヴォイア・マルケッティ S.64でトレ・ファヴィア（ラディスポリの）とアンツィオの間を51往復し7,666 kmの周回飛行距離を樹立した。
- 5月か6月 - 中尾純利が、陸軍三菱隼型試作戦闘機の急降下試験中に分解した機体からパラシュート脱出したのが、日本で最初のパラシュート脱出の記録であるとされる。
- 6月8日 - ギリシャ軍のパイロット、Evangelos Papadakisとフリストス・アダミディスが、ブレゲー 19で20日をかけて12,000kmにおよぶ地中海周回飛行を行った。
- 6月17日 - アメリア・イアハートが、女性乗客として初の大西洋横断を行う。
- 7月12日 - メキシコ人パイロットのエミリオ・カランサがニューヨークへ親善飛行を行った帰りに、ニュージャージー州パインバレンズで墜落事故死を遂げる。乗っていたのはカランサ一人だったため他に死者は出なかった。
- 7月16日 - オランダ領東インドのオランダ人投資家らにより、オランダ領インド航空（Koninklijke Nederlandsch-Indische Luchtvaart Maatschappij、KNILM）が設立された。
- 9月 - 東京航空輸送社が設立され、東京、大森と下田間の定期航空を始める。
- 10月20日 - 逓信省所管の航空会社、日本航空輸送が設立された。

## 1928年に初飛行した機体の画像

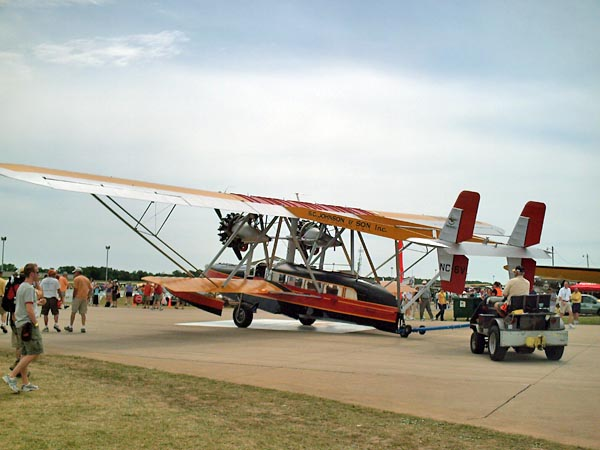
シコルスキー S-38 （5月）
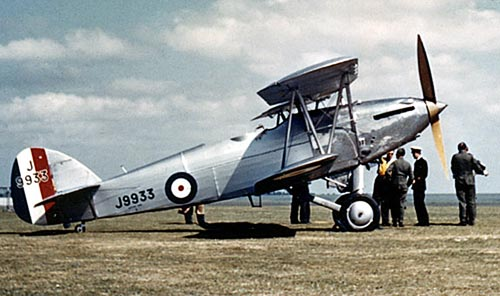
ホーカー ハート （6月）

## 航空に関する賞の受賞者
- フランス飛行クラブ大賞（Grande Médaille de l'Aéro-Club de France ）：ジョセフ・ルブリ
- ハーモン・トロフィー：アルトゥーロ・フェラーリン、メアリ・ベイリー、フーゴー・エッケナー、カール・イールソン